# Stratégie régionale pour la biodiversité
Une stratégie régionale pour la biodiversité (SRB) est une stratégie déclinant (à échelle régionale) une stratégie nationale ou « supra-nationale » (Le projet de Réseau écologique paneuropéen est un exemple de stratégie « supra-nationale » pour l'Europe, la CDB (Convention sur la diversité biologique est un autre exemple, qui concerne l'échelle planétaire). C'est aussi un cadre et outils de cohérence pour les stratégies plus locales (de niveau infra-régional), via le SRCE notamment en France.

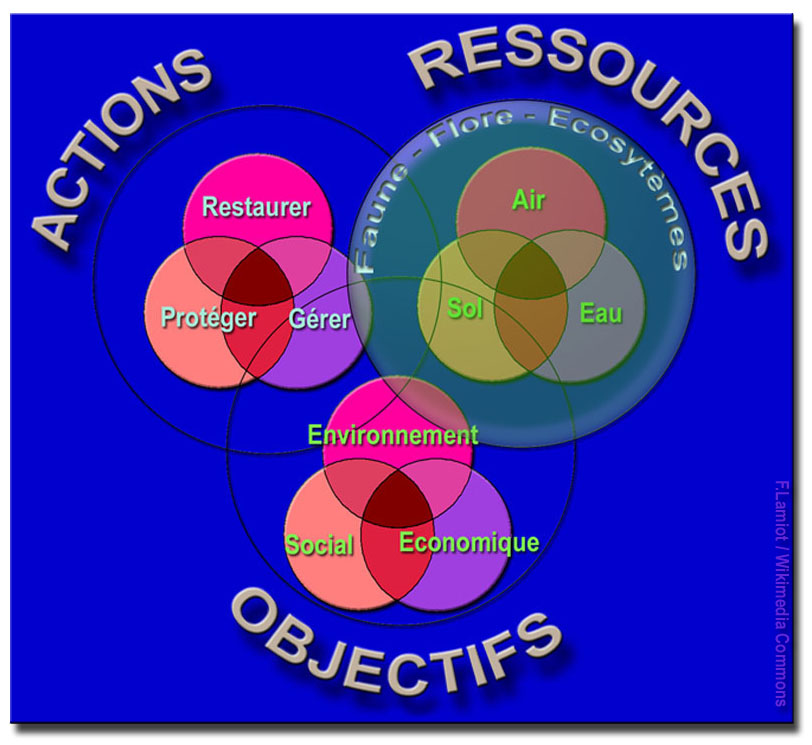
Les SRB (stratégies régionales pour la biodiversité) sont l'un des moyens nécessaires à l'atteinte des objectifs du développement soutenable. Elles visent notamment à restaurer, préserver et protéger les ressources naturelles vivantes et les services écosystémiques rendus par la Biodiversité, qu'on peut selon leur vulnérabilité et quand les données disponibles le permettent, classer en pas, peu, difficilement, couteusement ou lentement renouvelables. Quand les aménageurs et gestionnaires ne peuvent pas les protéger, ils peuvent parfois et dans une certaine mesure compenser leurs impacts

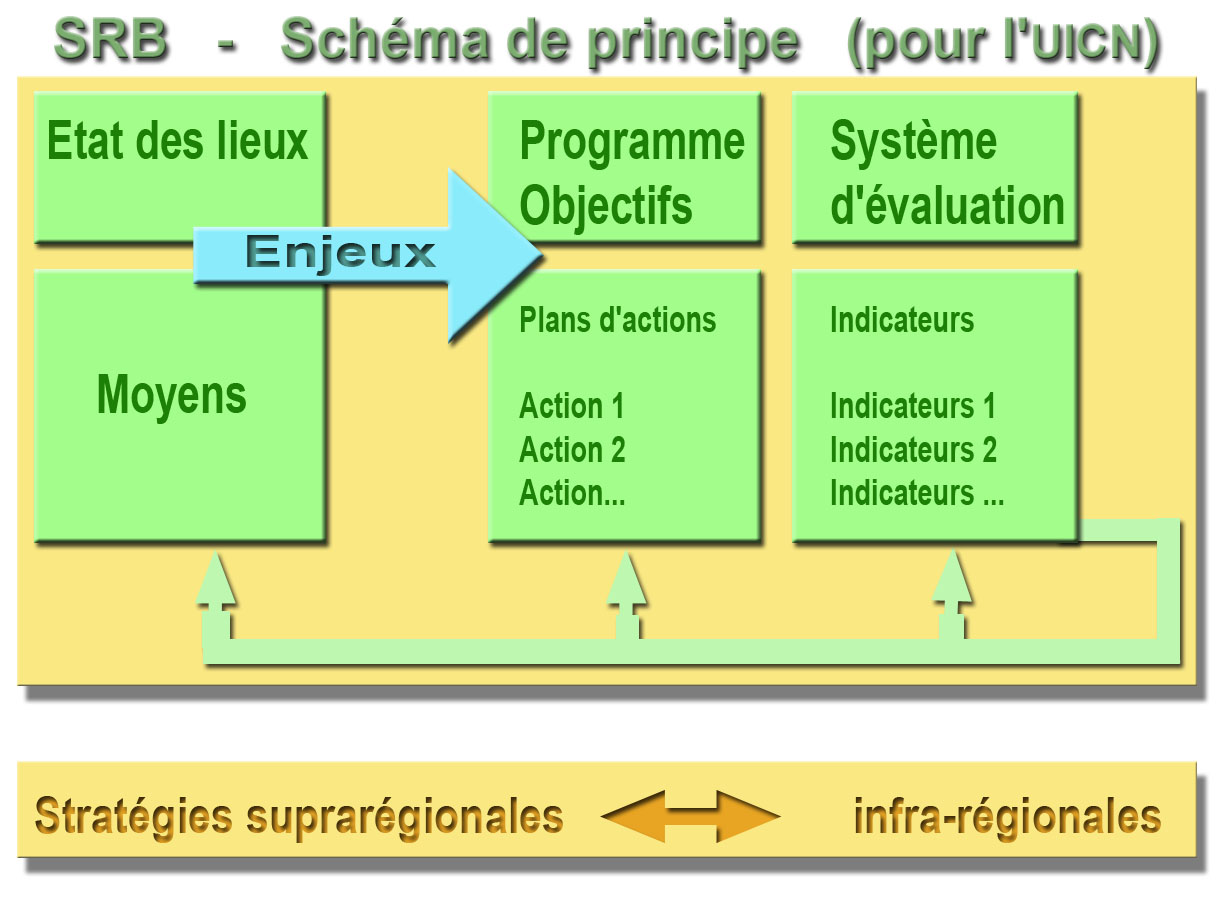
Schéma simplifié du contenu d'une SRB (Stratégie régionale pour la biodiversité), telle que recommandé par l'UICN

L'objectif général d'une SRB est double : contribuer (à échelle régionale) à restaurer, protéger et mieux gérer la Biodiversité, et s'inscrire dans la cohérence d'une approche écosystémique prenant en compte les échelles globales et locales. 

Pour atteindre cet objectif, une SRB réunit généralement un état des lieux, un programme décliné en plans d'action et un système d'évaluation et d'indicateurs, susceptible - lors de mises à jour périodiques - de réorienter ou prioriser certaines actions. 

Une SRB vise à assurer la restauration, conservation et utilisation durable de la diversité biologique, y compris via une large participation de tous et chacun (écocitoyenneté, sciences participatives). 

Pour l'UICN, « étant donné l’urgence de la situation, il est important que les collectivités se dotent de stratégies d'intervention sur le long terme, en dépassant les actions ponctuelles ou réalisées en fonction des opportunités. Il est également nécessaire d'améliorer l’intégration de la biodiversité dans tous les secteurs d’activités (agriculture,urbanisme, infrastructures, tourisme..) et dans les outils comme les agenda 21 locaux, les documents d’urbanisme…. La préservation de la biodiversité doit enfin s’appuyer sur l’implication active de tous les acteurs du territoire » .
La force et la portée juridique d'une SRB varient selon les motivations régionales et locales, mais aussi selon le Droit du pays où elle s'applique. 

Les SRB peuvent ainsi être opposables aux tiers en ayant une valeur de loi en Allemagne, Espagne, Italie ou Belgique, car les Lander et régions y ont pouvoir, dans une certaine mesure (qui est celle de la subsidiarité) de légiférer, avec parfois un pouvoir de police de l'environnement. 

Inversement, dans les États plus centralisés, les SRB sont  moins contraignantes et essentiellement incitatives (via l'écoéligibilité et la contractualisation notamment) ; C'est le cas en France où à la suite d'un amendement du projet de loi Grenelle II, les documents d'urbanisme doivent prendre en compte la trame verte et bleue et non plus s'y conformer).

## Pourquoi l'échelle régionale?
De l'échelle planétaire aux échelles locales, plusieurs niveaux de collecte de données et de déclinaison et mise en cohérence des actions sont nécessaires. Pour la biodiversité, l'échelle régionale est souvent considérée comme pertinente, voire privilégiée et nécessaire pour la mise en place de synergies et stratégies efficaces. 

Au niveau mondial, une recommandation de l'UICN  insistait sur la nécessité d'intégrer les collectivités locales au sein de l'UICN et de les considérer comme des acteurs majeurs de la conservation de la biodiversité. Lors de la conférence des Parties de la CDB (Convention sur la diversité biologique) à Bonn en mai 2008, un engagement a également été pris en direction des collectivités locales.
En Belgique, les régions jouent un rôle majeur dans la protection de l'environnement comme en Allemagne et dans d'autres États fédéraux. 
En France, le législateur a confié aux régions une compétence en matière de d'aménagement du territoire (et de Parcs naturels régionaux, réserves naturelles régionales…). 
L'échelon régional est « l’échelon le plus pertinent pour appréhender les enjeux environnementaux des territoires » estimait l'UICN en 2008, pour les « fonctions de coordination et d'impulsion », et comme « échelon opérationnel privilégié ») ; C'est aussi une échelle importante pour l'approche scientifique de la biodiversité, avec par exemple en France, les conseils scientifiques régionaux de la protection de la nature (CSRPN).
En 2010, dans le monde de nombreuses régions ont mis en place ou mettent à jour une telle stratégie, dans le cadre de l'Année de la biodiversité et du protocole de Nagoya adopté par la Conférence mondiale sur la biodiversité, de Nagoya (2010). En France ceci se fait dans le contexte de la décentralisation. Dans la plupart des régions, pour les questions concernant la biodiversité, existe un travail partenarial avec les régions voisines et les départements, dont certains ont aussi une stratégie territorialisée pour la biodiversité (ex : Politique Stratégique Départementale des ENS de l'Isère, appuyée sur un pôle départemental de recherche sur la biodiversité qui se veut être une « passerelle entre gestionnaires et chercheurs »), ainsi qu'avec les agglomérations.
L'ampleur du travail ne permettait pas de créer un outil national de cartographie ex nihilo. Plusieurs régions et Conservatoires régionaux se sont dans les années 1900 dotées de puissant outils cartographiques (ECOMOS en Région Île-de-France, SIGALE en Région Nord-Pas-de-Calais, PAC-nature en Région Bretagne…) Digitale I puis Digitale II pour le Conservatoire botanique national de Bailleul… en lien avec les PNR, les grandes agglos et les DIREN, devenues DREAL (pour l'intégration des espaces protégées, ZNIEFF, Natura 2000 devenu « le plus grand réseau mondial de zones protégées »….). L'État s'est doté de l'outil CARMEN et du SINP (développé par le MNHN, le Muséum national d'histoire naturelle). Une recherche d'interopérabilité et d'ouverture de ces outils aux sciences citoyennes et collaboratives est en cours.

## Objectifs
Avec un objectif général de contribuer à la restauration d'un bon état écologique des milieux (eau, air, sols) et des écosystèmes, cette stratégie est construite à l'échelle territoriale d'une région. Elle doit donc être adaptée à ses caractéristiques historiques et biogéographiques (région littorale, marine, continentale, montagneuse, etc.), son degré d’anthropisation (plus ou moins urbanisée, cultivée, écologiquement fragmentée, et à son degré d'écopotentialité. 

Par exemple, en France, elle vise à :
- fournir un cadre régional permettant d'intégrer une approche écosystémique dans les documents de prospective, d'aménagement et de planification régionale (SRAD(D)T, chartes de Parc naturel PNR, Réserves naturelles régionales, etc.) ;
- permettre la cohérence écologique à toutes les échelles. En France les profils environnementaux régionaux et les SSC ENR (schémas de services collectifs Espaces naturels et ruraux) de la Loi LOADDT y ont contribué, en tant que documents de planification à 20 ans, visant à encadrer les politiques territoriales de l'État pour permettre la mise en œuvre de stratégies globales et durables en matière de services collectifs. Plus récemment, les SRCE (Schémas régionaux de cohérence écologique) proposés par le Grenelle de l'environnement, inscrit dans le droit par les Lois Grenelle I et Grenelle II ont complètent ce dispositif ;
- permettre une bonne connectivité du réseau écologique transfrontalier (réseau écologique paneuropéen en Europe) ;
- offrir un cadre de cohérence à la déclinaison plus locale des trames vertes et bleues (en France dans les SCOT, PLU, PLUs intercommunaux, Agenda 21 régionaux ou locaux…). Pour l'UICN, il s'agit aussi de « dépasser les actions ponctuelles ou réalisées en fonction des opportunités. Il est également nécessaire d’améliorer l’intégration de la biodiversité dans tous les secteurs d’activités (agriculture, urbanisme, infrastructures, tourisme..) et dans les outils comme les agenda 21 locaux, les documents d’urbanisme…. La préservation de la biodiversité doit enfin s’appuyer sur l’implication active de tous les acteurs du territoire »[8].

## En France
Selon l'UICN, mi 2010, 9 régions disposaient d'un document nommé stratégie régionale pour la biodiversité et 10 autres étaient engagés
dans une politique volontariste en faveur de la biodiversité. La démarche peut se faire de manière très partenariale entre la DREAL et la Région, comme en Auvergne.

### Le cadre juridique
La stratégie régionale doit être établie et mise en œuvre « dans le respect des compétences des collectivités territoriales et en concertation avec l’ensemble des acteurs concernés ». La loi laisse les régions libres de choisir leurs méthodes d'élaboration et de gouvernance, leur contenu et leur forme ou rythme de mise à jour. 

### Le contenu des SRB (existantes ou en préparation)
Elles déclinent et éventuellement précisent la Stratégie nationale pour la biodiversité (adoptée en 2004, et en cours de révision), qui stipule que ses orientations « outre leur caractère transversal, ont vocation à être déclinées de façon opérationnelle à chaque contexte territorial ou sectoriel, et à être traduites en initiatives de la part d’acteurs publics ou privés » . « En particulier, l'élaboration et la mise en œuvre de plans d'action est le gage au niveau local et sectoriel d'une intégration des objectifs de gestion durable de la biodiversité dans les contextes culturels et professionnels divers qui les caractérisent » .
Dans ce pays, avant le 3 août 2009 (vote du Grenelle I) la loi n'avait pas prévu de cadre précis pour les stratégies régionales ; selon l'UICN : « de 2005 à 2009, environ la moitié des régions françaises métropolitaines se sont cependant dotées d'une stratégie régionale pour préserver la biodiversité, ou d’un document approchant, reflétant ainsi la volonté des territoires de s'auto-saisir de la problématique de la préservation de la biodiversité ». Elles varient selon les régions, leur passé, leur connaissance scientifique du patrimoine naturel et des spécificités géomorphologiques, climatiques, socio-économiques…). 

Selon l'UICN toujours, toutes ces stratégies s'articulent néanmoins autour de 3 priorités : 
1. Développer et communiquer la connaissances scientifique sur la biodiversité et sa gestion (Atlas, observatoires, histoire environnementale, évaluation environnementale et autres outils pour le Porté à connaissance…). La Région Nord-Pas de Calais, dans le cadre de son SRADT, a par exemple « élaboré un atlas interactif identifiant notamment les cœurs de nature, les corridors biologiques et les espaces à renaturer » [4] alors que la DIREN précisait le profil environnemental régional et soutenait la réalisation d'une étude sur l'écopotentialité régionale. En Alsace, alors que la Région déclinait localement son Schéma de Trame verte et bleue, la Fédération Alsace-Nature a (en 2008) accompagné le travail du COMOP (Comité opérationnel) Trame verte et bleue via une mission d’expérimentation « Trame verte et bleue » dans le cadre du Grenelle de l'Environnement. Une équipe d'experts associatifs a fait un état des lieux des moyens disponibles de rétablir techniquement et écologiquement les continuums biologiques les plus vitaux pour le maintien ou la restauration de la biodiversité.
2. Mettre en œuvre, animer et rendre pérenne une protection et une gestion restauratoire des habitats et espèces (souvent via un réseau de réserves naturelles régionales, des nationales et une trame verte et bleue visant à peu à peu restaurer la connectivité écologique du territoire. 
Parfois, le patrimoine génétique de certaines espèces fait l'objet de mesures conservatoires (en partie ex-situ quand ces espèces sont très menacées, sous forme de banque de graines par exemple) ;
3. Renforcement de l'information, de la communication et de la sensibilisation portant sur le patrimoine naturel régional.

À Nagoya en 2010, à la suite de l'évaluation du projet URBIO, l'ONU a aussi admis qu'il fallait mieux prendre en compte la biodiversité banale et la biodiversité urbaine dans les stratégies de déclinaison de la convention mondiale.

### Outils de déclinaison, accompagnement et évaluation
La stratégie se décline sur le terrain, aux échelles locales via différents outils et partenariats, aux échelles régionales, mais - pour des raisons de cohérence écologique - également parfois à des échelles supra-régionales.

#### Aux échelles suprarégionales
- C'est d'abord la déclinaison régionale de la stratégie nationale pour la biodiversité a été adopté en 2004. 
Elle est en cours de révision en 2010, à la suite des évaluations montrant que son objectif (comme celui de l'Europe), qui était de stopper l'érosion de la biodiversité en 2010) n'a pas été atteint), et à la suite de la loi Grenelle 1 qui prévoit de la renforcer  pour « stopper la perte de biodiversité sauvage et domestique, restaurer et maintenir ses capacités d’évolution » » [12].
- Les régions frontalières, littorales ou situées sur des axes migratoires d'importance internationale doivent intégrer des enjeux liés à ces caractéristiques biogéographiques dépassant les frontières des États. La volonté d'aussi construire ou préserver des corridors climatiques ou corridors biologiques sous-marins peut aussi conduire des régions à travailler à des échelles supra-nationales, éventuellement via la coopération décentralisée.
- Il s'agit aussi de décliner régionalement les stratégies mondiales et européennes (à horizon 2020 pour l'Europe[7]), partie intégrante de la stratégie Europe 2020[13], en intégrant la directive-cadre «Stratégie pour le milieu marin» le cas échéant (régions littorales)

#### Aux échelles régionales et infra-régionales
À ces échelles, d'autres outils et cadres existent en France, dont :
- les Schémas régionaux d'aménagement et de développement du territoire (périodiquement mis à jour, et intégrant une dimension prospective forte) [14] ;
- Les Directives Territoriales d’Aménagement (DTA) ;
- Le Conseil économique et social et environnemental régional (ancien CESR) ;
- Les PNR ;
- Les RNR ;
- Divers documents stratégiques dédiés au développement durable et à la biodiversité ;
- Diverses politiques environnementales d'initiative régionale ;
- D'autres stratégies territoriales pour la biodiversité (en particulier articulées autour de la TDENS des conseils généraux et par exemple avec les Trames vertes d'agglomérations, de PNR, du Bassin minier etc. ) ;
- SCoT ;
- PLU ;
- Outils fonciers (SAFER, EPF…) ;
- Outils de connaissance ; Dans le cadre de la décentralisation, l'État s'est engagé au « porté à connaissance » vers les collectivités des inventaires existants de biodiversité pour l’exercice des nouvelles compétences qui s’imposent à elles[15]. Un inventaire du patrimoine naturel, avec un projet d'interopérabilité des bases de données en cours depuis le début des années 2000. Les Régions peuvent être associées à la conduite de l'inventaire national mené par l'État (via le Muséum national d'histoire naturelle). À partir de 2010, les communes pourront aussi contribuer à cet inventaire via l'Atlas de la biodiversité des communes (ABC).
- Les parcs nationaux (PN), parcs naturels régionaux (PNR) et réserves naturelles (dont réserves naturelles régionales) ;  Mi-2010, l'UICN dénombrait en France métropolitaine 160R RNR et 44 PNR (couvrant 12 % du territoire métropolitain). Plusieurs régions ont financé des appels à projet concernant la connaissance de la biodiversité régionale (recherche fondamentale et appliquée, lien avec la FRB dans le cas du Nord-Pas-de-Calais). Des appels à projet visent également à encourager des actions restauratoires (ex. : Appels à projet zones humides ou Appels à projet boisement, en Nord-Pas-de-Calais).
- Les partenariats avec les Conseils généraux : Dans de nombreux départements (73 % des départements mi-2010), les conseils généraux jouent un rôle complémentaire avec leur politique  espaces naturels sensibles.
- Les partenariats pour la connaissance : Plusieurs régions ou autres collectivités ont à la fin de la décennie 2000-2010 créé un observatoire de la biodiversité et/ou ont développé une politique de restauration, préservation et gestion de corridors écologiques (on parle maintenant en France de Trame verte et bleue, ou ont élaboré ou sont en train d'élaborer une SRB.
- Les contrats de projets État-Région (anciens contrats de Plan État-Région)…
- Les ORGFH
- Le Conseil scientifique régional du patrimoine naturel (CSRPN), qui est une instance permanente d'expertise scientifique commune à l'État et à la Région [16], ou le Conseil Régional de l’Environnement [17], lieu de réflexion, proposition et conciliation sur tout sujet ou projet d’intérêt régional ayant trait à l’environnement. Ce dernier peut également, en liaison avec les Départements concernés, élaborer un inventaire du patrimoine paysager de la région 38.
- Coopération décentralisée, qui peut intégrer des aspects ou priorités concernant la biodiversité.

## Limites
Les limites des stratégies nationales, régionales ou des schémas est qu'ils n'ont actuellement pas de réel caractère prescriptif 
vis-à-vis des documents d’urbanisme, des SCoT ou des PLU et ne sont pas opposables aux tiers. Ils tirent leur légitimité de l'importance et de la qualité de la concertation dont ils sont issus, notamment depuis 2007 de la représentation plus affirmée et reconnue de la société civile, du monde agricole, industriel et associatif dans les acteurs du Grenelle de l'Environnement. 

Des DTA ou PIG peuvent toutefois être opposables aux documents d'urbanisme. Ce sont néanmoins des démarches lourdes à mettre en œuvre et impliquant une volonté de l'État.

## Les stratégies régionales en France
Elles ont émergé dans les années 1990 et 2000, notamment à la suite du Sommet de la Terre de Rio. 

Dans certaines régions où elles ont été encouragées par l'UICN, elles sont formulées en un seul document intitulé "Stratégie régionale pour la biodiversité", avec des versions de synthèse (ex. : en 8 pages en Basse-Normandie) ou au contraire très détaillé (113 pages en Languedoc-Roussillon), illustré ou non de cartes, photographies, etc. 
Ailleurs (Alsace, Nord-Pas-de-Calais), elles constituent un sous-ensemble d'une politique environnementale et un sous ensemble transversal aux politiques de développement durable. 

Les SRB ou document en tenant lieu comprennent généralement :
- Un rappel du contexte régional. Une analyse des enjeux globaux, locaux et régionaux (incluant parfois l'adaptation au changement climatique) introduit et justifie la stratégie, avec par exemple un état des lieux synthétique, et parfois des éléments biogéograhique, historique ou d'écologie du paysage (interactions homme/nature…) brièvement détaillés. Ce chapitre peut être enrichi de quelques analyses prospectives (ex : érosion du trait de côte, montée des océans, occupation du sol et évolution des paysages, dérèglement climatique, urbanisation / périurbanisation, affaissements miniers, séquelles de guerre, etc.) ; 
Une liste commentée des atouts et faiblesses peut être incluse dans ce chapitre. Les atouts peuvent être la position et richesse biogéographique de la région, son degré de naturalité, une écopotentialité remarquable, la présence relictuelle ou non d'espèces patrimoniales, endémiques ou menacées ou simplement une riche « nature ordinaire » ou de corridors écologiques relictuels. Les handicaps sont par exemple la fragmentation écopaysagère, l'intensification des usages des ressources naturelles, l'érosion ou une forte artificialisation des sols, la présence d'espèces invasives, des problèmes de pollution lumineuse, etc.). Ces renseignements affinent l'analyse du contexte. Ils permettent aussi de mieux appréhender et hiérarchiser la nature et l'importance des besoins de protection, restauration et gestion restauratoire. 
Les enjeux peuvent éventuellement être hiérarchisés (travail qui avait été entamé dans certaines régions pour les schémas de services collectifs de la loi LOADDT, avec des inventaires hiérarchisés des milieux naturels et paysages. 
La SRB inclut parfois un panorama des acteurs ou partenaires essentiels, mobilisés ou mobilisables.
- Les éléments opérationnels de la stratégie ; Ce sont les réponses aux enjeux et problèmes déjà identifiés. Ils sont plus ou moins détaillée selon les régions. Ils ont été plus ou moins largement et longuement négociée et partagée, et intègrent parfois les acquis des ORGFH ou de dynamiques anciennes et suivies de concertation. Dans certaines régions (Nord/Pas-de-Calais, Alsace), elle repose sur un partenariat et des expériences de restauration de réseau écologique développées depuis le début des années 1990 et peu à peu centrées sur deux priorités (Monitoring/observatoire et défragmentation écologique par la Trame verte et bleue). 
Certaines régions présentent des éléments de bilan ou de premiers retours d'expérience des actions déjà conduites dans ce domaine, une liste de moyens humains, techniques (observatoire et SIG notamment), financiers et partenariats à mettre en œuvre, au travers de documents d'engagements, cahier des charges de diagnostic écologique, contrats (Les « Contrats de corridors biologiques » étaient initialement tripartites, signés avec des communes et des ONGE en Nord-Pas-de-Calais, ils ont été remplacés par une recherche plus large de contractualisation avec les Agglomérations, conseils généraux, pays et d'autres acteurs). Des « contrats Biodiversité » et « contrats d'objectifs Biodiversité » existent en Île-de-France depuis 2007[18]. Avec ou sans contractualisation, des délibérations, ou une charte formalisent le contenu de la stratégie et le cadre partenarial. Des projets transfrontaliers (souvent soutenus par l'Europe), un groupe de travail associant tous les parcs naturels régionaux, des approches scientifiques pointues (avec l'Europe, la FRB, le Muséum, des universités, laboratoires, conservatoires, etc. épaulent parfois le dispositif et la démarche, pour affiner les outils cartographiques et de connaissance, ou développer certains thèmes encore lacunaires (pollution lumineuse par exemple). Les Régions offrent des données et moyens pour aider la société civile, les collectivités et associations (les agglomérations en particulier) à décliner aux échelles plus locales leur stratégie, notamment via la restauration d'un réseau cohérent de corridors biologiques. 
La question foncière est plus ou moins traitée selon les régions ; Outre les CREN (Conservatoires régionaux d'espaces naturels), des outils fonciers tels que SAFER et EPF peuvent être mobilisés. 
Des critères et taux d'éligibilité, des montants minima et maxima peuvent être précisés et périodiquement mis à jour pour le financement par les régions des actions liés à la biodiversité. Mais aussi certaines régions cherchent à moins détruire de biodiversité via d'autres politiques (agricole, infrastructure..). Par exemple, la région Île-de-France s'engage à « favoriser la prise en compte des enjeux de la stratégie régionale de la biodiversité sur les propriétés régionales ainsi que dans les domaines d’intervention de la Région »[18] ou à intégrer un critère biodiversité pour l'éligibilité des projets subventionnables  La région Île-de-France par exemple en 2007 « Décide de veiller à ce que les études d’impact de projets subventionnables contiennent un volet « biodiversité » (Rapport 2007) ».
- Des outils de formation. Ils visent la formation initiale et continue. Des formations sont ouvertes aux techniciens et fonctionnaires en poste (avec l'IFORE (Institut de formation du Ministère chargé de l'environnement), les CIFP (Centres interrégionaux de formation professionnelle)/ CVRH (Centres de valorisation des ressources humaines), le CNFPT (pour les collectivités territoriales), des universités, grandes écoles, ONGE, etc.). Parallèlement, les régions, avec l'état et l'Europe développent des aides à la recherche (ex. : soutien à la création d'un GIS biodiversité et appels à projets de Recherche en Nord-Pas-de-Calais).

Toutes ces stratégies reconnaissent l'urgence et l'importance de la sauvegarde de la biodiversité, et la nécessité que chacun y contribue selon ses moyens et son échelle de compétence et de subsidiarité. « Le maintien de la biodiversité est un enjeu planétaire. La nature et le monde vivant jouent un rôle vital pour l'homme. Leurs services rendus sont indispensables à la vie et ne doivent pas être considérés comme acquis. Il est donc du devoir de chacun de concourir à la protection et à la valorisation du patrimoine naturel ».
Exemples de documents relatifs aux SRB des régions françaises :
- Stratégie régionale pour la biodiversité en Île-de-France ; juin 2007 ; Conseil régional d'Île-de-France, Rapport N° CR 45-07, 97 pages.
- Stratégie régionale pour la biodiversité Languedoc-Roussillon (Introduction)
- Stratégie de la Région Basse-Normandie pour la Biodiversité (dix plans d'actions définis en 2007), et synthèse de 8 pages
- Schéma régional du patrimoine naturel et de la biodiversité en Bretagne (PDF, 102 pages)

Exemples d'Agences régionales françaises :
La première agence a été Natureparif pour la Région Île-de-France ; 
La seconde, dénommée Agence régionale de la biodiversité Nouvelle-Aquitaine ou ARBA) est née de la fusion de l'Agence Régionale pour la Biodiversité en Aquitaine (ARBA) créée dès 2014 et l’Observatoire Régional de l’Environnement Poitou-Charentes (ORE) pour donner naissance à cette nouvelle structure le 1er janvier 2018. Cette association loi 1901 est présidée par un scientifique (Alain Dutartres) et dispose d'une gouvernance élargie associant les collectivités territoriales et les établissements publics, le réseau associatif naturaliste et d’éducation à l'environnement, les organisations de la chasse et de la pêche, le monde de la recherche ainsi que celui des entreprises qui constituent les différents secteurs économiques de la Région. Ses objectifs sont d'aider à construire des politiques publiques et à mettre en œuvre des actions en faveur de la biodiversité en région. L'Agence doit aussi valoriser les données environnementales existantes et de développer l'évaluation environnementale, animer le réseau naturaliste pour mutualiser les connaissances et les savoir-faire afin d'éclairer la décision publique et améliorer son efficacité. Des actions pédagogiques et des outils de sensibilisation (exposition, conférences, serious games sont également prévus. Ce travail se fera « en articulation avec les orientations européennes et nationales et en collaboration avec l’ensemble des acteurs aquitains de la biodiversité représentés au Conseil d’Administration de l’association ». L'Agence doit aussi produire une étude contributive au schéma régional Biodiversité d'Aquitaine.

## Perspectives
Dans le monde, face aux conclusions de l'UICN, de l'Europe et de la Conférence mondiale sur la biodiversité, de Nagoya (2010), qui ont confirmé l'échec de l'objectif 2010, dans tous les pays, il est probable que beaucoup de régions réviseront leur stratégie, en les renforçant et en intégrant, comme le recommandent les conclusions de Nagoya la restauration d'un pourcentage plus significatif du territoire en aires protégées, corridors biologiques et en intégrant mieux la nature banale (également en déclin) et la biodiversité urbaine dans les stratégies.

#### Nouveaux schémas créés, impactés ou modifiés par le Grenelle II
- Schéma régional climat air énergie (SRCAE, qui se substituent aux anciens PRQA (plans régionaux pour la qualité de l'air créés par la loi du 30 décembre 1996 sur l'air et l'utilisation rationnelle de l'énergie.)
- Schéma régional de raccordement au réseau des énergies renouvelables(SRRRER)
- Schéma régional de cohérence écologique(SRCE)
- Schéma de cohérence territoriale(SCoT)
- Schéma d'aménagement régional (SAR)
- Plan climat-énergie territorial (PCET)
- Stratégie nationale de création d'aires protégées
- Plans de restauration

#### Articles concernant des sujets proches
- Aménagement du territoire
- Grenelle de l'environnement
- Grenelle de la mer
- Loi Grenelle I
- Droit de l'environnement,
- Trame verte et bleue
- Trame verte,
- Trame bleue
- Trame bleu marine

Concepts et projets écologiques :
- Développement soutenable
- Haute qualité environnementale (HQE)
- Écoquartier
- Efficience énergétique
- Efficacité énergétique
- Bon état des eaux

Aménagement et Droit de l'urbanisme : 
- Aménagement du territoire
- Servitude environnementale
- Directive régionale d'aménagement
- Directive territoriale d'aménagement
- Projet d'intérêt général (PIG)